# Elaktjärnen (Bodums socken, Ångermanland, 710378-154314)
Elaktjärnen är en sjö i Strömsunds kommun i Ångermanland och ingår i Ångermanälvens huvudavrinningsområde.